# 松本安市
松本 安市（まつもと やすいち、1918年（大正7年）5月25日 - 1996年（平成8年）3月6日）は、日本の柔道家。段位は講道館8段。
昭和天覧試合（1940年）準優勝者、第1回全日本選手権大会（1948年）優勝者であり、後に天理大学等で柔道師範や1964年東京オリンピック日本代表の監督を務めた。

## 経歴

### 学生時代
福岡県久留米市で洋品雑貨の卸売業を営む家の長男として生まれる。福岡県中学明善校入学後は授業で柔道を経験したが、クラブ活動ではバレーボール部に所属。中学3年の始めに上級生の強引な勧誘を受け、嫌々ながら柔道を始めたというのが柔道人生への第一歩となった。
1937年4月に武道専門学校に入学するも、親元を離れた解放感から酒色に溺れ、不摂生が祟って2年生の9月には体調を崩して結核を患い、故郷・福岡での安静生活を余儀なくされる。10カ月後に再2年生として復帰すると、一心不乱に柔道に打ち込んで先輩の阿部謙四郎らに鍛えられたほか、大外刈の打ち込みで松の木を枯らすほどの鍛錬を重ねた。
猛稽古の甲斐もあり、1940年2月には皇紀二千六百年奉祝第2回全日本東西対抗大会へ西軍選手として選抜されて東軍の猿丸貞満4段を得意の大外刈に降し、2人目の宮内英二4段とは引き分けた。6月には紀元二千六百年奉祝天覧武道大会の府県選士の部に出場、全国から52名の猛者が集って争われた同部では天覧の光栄に浴して藤原勇5段に次ぐ準優勝という成績を残した。11月に甲子園で開催の第1回全国学生柔道大会（全日本学生選手権大会の前身）では栄えある初代チャンピオンに輝いた。
1941年になっても勢いは衰えず、4月の第10回日本選士権大会で一般の部に出場し決勝戦で角田良平5段を大外刈で破るなどして優勝を果たすと、5月には済寧館で開催の全国選抜選手権大会も制し、当時の柔道界においてその地位を不動のものとした。
同年に武道専門学校を卒業し拓殖大学へ就職するが、翌42年2月に入隊のため同大を退職。この年、皇宮警察主催で実施された済寧館武道大会の5段の部で優勝している。

### 戦後の柔道界を牽引
終戦後の1946年7月に6段位を允許。福岡県柔道協会の結成を記念して1947年7月1日に開催された西日本選手権大会では個人戦・団体戦に出場。個人戦の決勝リーグでは木村政彦6段（熊本）と吉松義彦6段（鹿児島）との三つ巴戦になり、木村には延長2回の末に判定で敗れ、吉松には延長戦で縦四方固に抑え込まれ一本負けを喫して優勝を逃すも（優勝は一本背負投で吉松を宙に舞わせた木村）、団体戦では福岡県の優勝に貢献した。

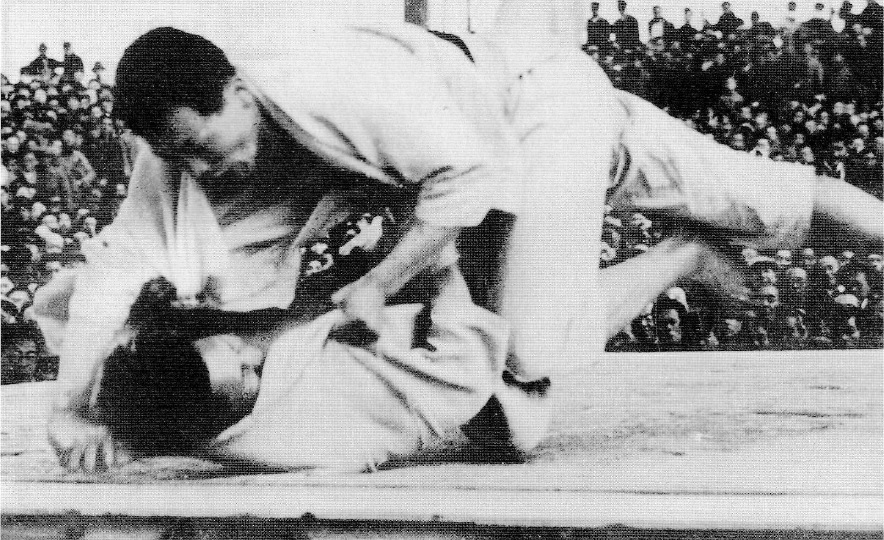
1948年全日本選手権を制した松本（上）

1948年3月15日に全関西・全九州対抗戦形式で行われた第2回新生大会では団体戦で強豪・広瀬巌7段と引き分け、個人戦では決勝戦にて木村政彦7段と激突。後述の通り両者激しい熱戦を展開したが引き分けに終わり、前年の雪辱はならなかった。
1948年5月に開催された第1回全日本選手権大会では準決勝戦で吉松義彦6段を破り、決勝戦では武専の先輩にあたる伊藤徳治6段を延長3回の末に判定で破り優勝を飾って念願の“柔道日本一”に。
大会直後の6月には国家地方警察福岡県本部へ奉職し、10月に平和台特設道場で行われた県下警察柔道大会では5人掛を実演、代わる代わる警察官の猛者5人を立て続けに豪快な大外刈で畳に叩き付けて観衆を驚嘆せしめた。11月13日に国家地方警察本部が主催した第1回全国警察大会では管区対抗戦で福岡管区の一員として出場し東京管区を相手に7対0の大勝を飾り、個人戦は決勝戦で国家地方警察鹿児島県本部の吉松義彦に敗れるも、九州勢の強さを見せ付けた。
翌49年3月に宮崎市で催された警察官の第3回九州各県対抗戦でも優勝。8月には第3回西日本各県対抗戦の6段の部で吉松義彦と引き分けた。福岡県は鹿児島県と決勝戦を争い3対0でこれを破り優勝を果たし、嘗て西文雄や島井安之助、須藤金作らが築き上げた柔道王国・福岡の復活を印象付けた。また同年11月の第2回全国警察選手権大会でも松本は個人優勝を果たしている。
檜舞台である全日本選手権大会には1953年の第6回大会まで続けて出場するも、1949年は初戦で伊藤徳治7段に、1950年は3回戦で石川隆彦7段に、1951年は3回戦で醍醐敏郎7段に、1952年は3回戦で山本博6段に、1953年は4回戦で吉松義彦7段にそれぞれ敗れ、2度目の栄冠はならず（このうち1952年は棄権負）。
それでも1950年4月に鹿児島市で開催の全九州対県試合で福岡県を率いて優勝へ導き、11月の第3回全国警察大会では府県対抗戦で国家地方警察宮城県本部を6対1、国家地方警察大阪府本部を5対1で圧倒し、決勝戦でも警視庁を降して優勝。同大会の管区対抗戦でも優勝を成し遂げた。管区対抗は1951年11月の第3回大会も制し、国家地方警察福岡県本部の勇名をいよいよ全国に轟かせている。
その後、1956年4月29日の第1回世界選手権大会の代表決定戦に38歳で出場し、決勝戦で夏井昇吉と時間一杯20分を戦った末に判定で敗れて代表の座はならず。この試合を以って松本は選手を引退した。永い現役生活を送ったが、選手として最も脂ののる20歳代半ばの時代を戦争・兵役で迎えた事は、松本にとって不運であったと言える。

### 指導者として

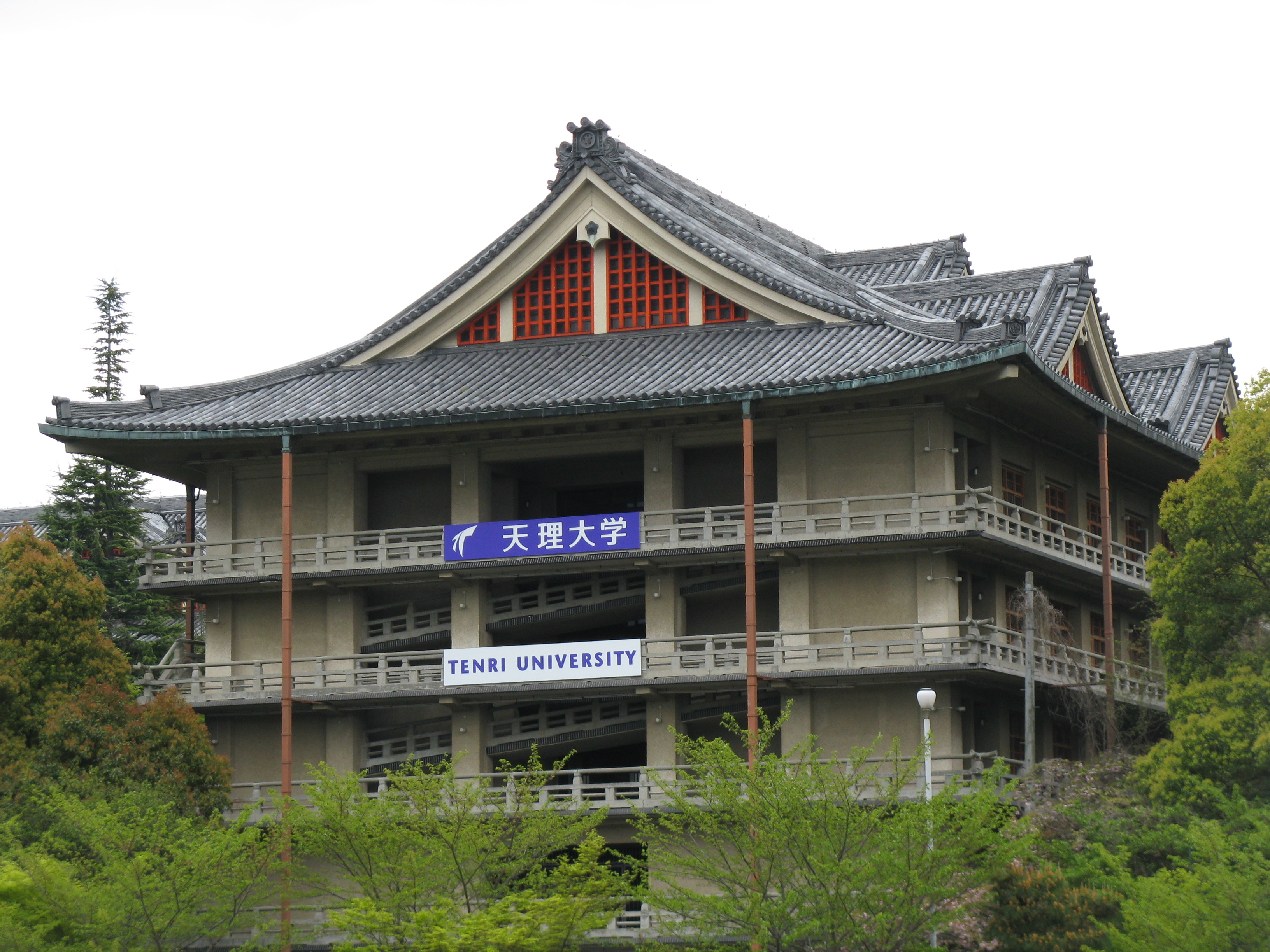
天理大学では初代師範として、
今日に至る強豪柔道部としての礎を築いた

1953年、3月に国家地方警察を退職して4月より天理大学柔道部の初代師範に就任、1955年4月に同大に体育学部が創設されて助教授となった。吉松義彦や胡井剛一を講師に招いて学生達を鍛え上げ、就任4年目の1956年7月には全日本学生優勝大会（団体戦）で天理を優勝に導き、同年11月の全日本学生選手権大会（個人戦）でも天理副将の米田圭佑4段が選手権を獲得するなど一躍“天理”の名を世に知らしめた。
その後、アントン・ヘーシンクやヴォルフガング・ホフマン、金義泰といった柔道留学生や出稽古のウィレム・ルスカらを相次いで受け入れ、体で覚えさせる、いわゆるスパルタ教育で指導して後のオリンピックのメダリストにまで育て上げた。
| 段位 | 年月日               | 年齢                 |
| ---- | -------------------- | -------------------- |
| 入門 | 1935年6月20日        | 17歳                 |
| 初段 | 1935年7月10日        | 17歳                 |
| 2段  | 1936年1月12日        | 17歳                 |
| 3段  | 大日本武徳会にて取得 | 大日本武徳会にて取得 |
| 4段  | 〃                   | 〃                   |
| 5段  | 〃                   | 〃                   |
| 6段  | 1947年7月15日        | 29歳                 |
| 7段  | 1950年5月10日        | 31歳                 |
| 8段  | 1961年5月2日         | 42歳                 |

一方で、1958年7月6日の第7回全日本学生優勝大会では天理大学と明治大学との決勝戦にて、天理監督の松本は判定を不服として副審の1人に暴行を加えてしまい、この結果、松本は全日本学生柔道連盟役員の座から追放されるとともに、1年後に“改悛の情、顕著なり”として解除されるまで活動を禁じられている。
それでも1961年の世界選手権大会の優勝者をヘーシンクと予測し当時の全日本柔道連盟強化委員長を激怒させたほか、1972年のミュンヘン五輪でも優勝者をルスカと予測しまたも的中させるなど、指導者としての目は確かだったようである。なお、1964年の東京五輪では柔道日本代表の監督を務め、コーチの曽根康治と共に、日本選手団を4階級のうち無差別を除く3階級で金メダルに導いている。
1971年まで全日本チーム監督の重責を担う傍ら、天理大学では1966年に岡野功を講師に迎え、翌67年には全日本学生優勝大会で4度目の優勝を遂げた。1969年に天理大学を退職するまでの間に松本は二宮和弘や野村豊和、藤猪省太ら後の世界チャンピオンを指導している。
その後、1969年7月から75年3月まで東海大学、1977年1月から84年3月まで福岡工業大学、1986年4月から1993年3月まで国際武道大学で柔道部で後進の指導に当たった。
永らく最長の8段保持者であった松本だったが、柔道界に対する功績とは裏腹に終に9段に昇段する事は無く、1999年3月に肺炎のため死去。法名は「柔順院釈大安」。
現在、福岡県宗像市の複合スポーツ施設グローバルアリーナには「松本安市記念道場」が設けられており、施設内の展示スペースでは松本の年譜や功績等を紹介してほか、日本選士権大会優勝時の賞状や国際武道大師範時代に着用していた道衣を目にする事ができる。

## 人物
現役当時の身長184~185cm・体重97~100kg強。
得意技は大外刈で、相手の体重や状況等に使い分けられるよう、5種類の大外刈を持っていたという
。試合結果を見ても、勝利の90%が大外刈によるものである。
試合となると常に激しい気迫を露（あらわ）にするスタイルで、特に1歳年長の木村政彦との試合は異常なまでに闘志を燃やした。当時の木村は、試合場に上がった途端に会場が静まり返る程の強さで、相手選手の間では「木村相手に何分もつか」が己の力量を測る1つの手段であった時代であり、そのような中で臆する事なく木村に挑み続けた唯一の柔道家が松本であった。この事は木村自身も、木村の師である牛島辰熊も認めている。1948年3月15日に行われた第2回新生柔道大会（個人戦）では決勝戦にて木村と激突し、松本得意の大外刈と木村得意の一本背負投との攻防となり、延長6回・試合時間49分の激闘の末に木村の飛び関節の腕挫で右腕を折られ、唇が避けて流血しながら、それでも木村に決戦を挑み終に審判により痛み分け（引き分け）を宣せられた試合が有名である。

### エピソード
福岡市の警察署に勤務していた頃はヤクザの取締担当だった。剽悍な連中が多い事で知られる福岡のヤクザも、松本の名が出ると羊のように大人しくなったそうである。
1969年の世界選手権の直前に渡米した日本代表選手が何も知らずに密輸の片棒を担がされている事を、選手団に同行していた松本の知る所となった。メキシコの空港で密輸物（腕時計）を受け取りに来たヤクザ連中に対し松本は「貴様らはそれでも日本人か! 恥を知れ!」と閻魔の如き形相で説教し、ヤクザは這う這う（ほうほう）の体で逃げ去ったという逸話が残っている。